# Марія Даль
Марія Йоганна Даль, уроджена Гроссет (26 липня 1872, Боромля, Харківська губернія — 6 січня 1972) — німецька зоологиня, арахнологиня і канцерологиня українського походження.

## Біографія
Марія Йоганна Гроссет народилася 26 липня 1872 року в Боромлі Російської імперії (нині Сумська область, Україна). З відзнакою закінчила жіночу гімназію в Харкові. У 1889 році стала вчителем культури.
У 1890 році Ґроссет емігрувала зі своєю родиною до Німеччини. Вона планувала вивчати медицину, однак на той час медичні школи в Німеччині могли відвідувати лише чоловіки. У 1891 році Марії довелося перездавати іспити, оскільки її диплом не визнавався в Німеччині.
Після Першої світової війни Даль разом зі своїм чоловіком займалася дослідженнями павукоподібних. У 1920 році Даль почала свої дослідження в Берлінському університеті і була зайнята ними до 1925 року. Даль також опублікувала кілька робіт про павуків і завершила редагування книги свого чоловіка про Меланезію.
Через проблеми зі здоров'ям Фрідріха Даля родина Далів переїхала до Грайфсвальда, де Марія продовжувала жити після смерті чоловіка в 1929 році. Марія Даль померла 6 січня 1972 року у віці 99 років.

## Список робіт
Вибрані твори:
- 1926 — Dahl (M.) (Maria), Spinentiere oder Arachnoidea. I. Яропряді (Salticidae). Tierw. Deuts., 1926, стор. 1–55, 159 рис.
- 1927 — Даль (M.), див. DAHL (F.) & Марія DAHL, 1927.
- 1928 — Dahl (M.), Einige Lebendbeobachtungen an Argiope lobata (Arachneae, Argiopidae). Зоол. Anz., 75 (3–4), стор. 79–85
- 1928 — Dahl (M.), Spinnen (Araneae) von Nowaja-Semlja. Norsk. Vid. Акард. Осло, 1928, стор. 1–37.[8]
- 1931 — Dahl (M.), Spinnentiere oder Arachnoidea. VI. 24 Родина: Agelenidae. Tierw. Deuts., 1931, стор. 1–46, 76 рис.
- 1933 — Dahl (M.), Spinnen (Araneae). у Норвезькій північнополярній експедиції з Мод 1918—1925, Наукові результати, 5 (16), стор. 3–4.[8]
- 1935 — Dahl (M.), Zur Kenntnis der Spinnentiere Schlesiens. A. Araneae und Opiliones. Сітц-бер. Ges naturf. Фрой. Берлін, 1935, стор. 337–353.
- 1937 — Dahl (M.), Spinnentiere oder Arachnoidea. VIII. 19 Родина: Hahniidae. Tierw. Deuts., 1937, стор. 100–114, 33 рис.
- 1937 — Dahl (M.), Spinnentiere oder Arachnoidea. VIII. 20 Родина: Argyronetidae. Tierw. Deuts., 1937, стор. 115–118, рис. 34-38.
- 1938 — Dahl (M.), Zur Verbreitung der Gattung Porrhomma in deutschen Höhlen, Stollen, Bergwerten und Kellern und deren freilebenden Arten. рукавиця Höhl. u. Karstjorsch., 1938, стор. 122 132, 9 рис.

## Вшанування пам'яті

Селище Гроссет у Харкові

- На честь Марії у Харкові було названо селище Гроссет